# Boris Aleksandrovič Turžanski
‎
Boris Aleksandrovič Turžanski (rusko Борис Александрович Туржанский), sovjetski general, vojaški pilot in heroj Sovjetske zveze, * 26. februar 1900, Smolensk, Ruski imperij (danes Rusija), † 14. junij 1948, Moskva, Sovjetska zveza (danes Rusija).
Med špansko državljansko vojno je bil pripadnik Escuadrilla Vasca, za kar je bil 31. decembra 1936 odlikovan kot heroj Sovjetske zveze. Malo pred tem je pri zasilnem pristanku oslepel na eno oko. Bil je prvi heroj SZ, ki je to priznanje dobil za vojaške zasluge.
Letel je na I-15 in I-16.